# Думко Феофан Каленикович
Феофа́н Кале́никович Думко (10 січня 1942, село Жеребки, Чуднівський район, (нині Бердичівський район), Житомирська область) — український правоохоронець та науковець, генерал-майор міліції, кандидат педагогічних наук, доцент, дійсний член Української академії наук національного прогресу, президент Коаліції з проблем насильства в сім'ї в Одеській області.

## Біографія
Народився у 1942 році в Жеребки на Житомирщині.
1961—1964 рр. — служив у лавах Збройних Сил. У 1961—1973 рр. працював у ремонтно-будівельному управлінні м. Мари; у Ленінградському морському торговому порту.
Обирався депутатом Одеської обласної ради народних депутатів та Іллічівської міськради.
Із серпня 1981 р. перебував на службі в органах внутрішніх справ на посаді заступника начальника УВС Одеського облвиконкому.
З 1988 р. працював начальником Одеської спеціальної середньої школи міліції МВС СРСР, Одеського училища міліції МВС України.
Із червня 1995 р. — ректор Одеського інституту внутрішніх справ МВС України.
З лютого 2002 року до вересня 2003 року — ректор Одеського юридичного інституту Національного університету внутрішніх справ. З 2004 р. — радник начальника Головного управління МНС України в Одеській області. За час його керівництва навчальним закладом підготовлено більше ніж 5 тисяч спеціалістів для органів внутрішніх справ всіх областей та залізниць України, понад 30 кандидатів і докторів наук.

## Освіта
- Львівський будівельний технікум (1961);
- Одеський інститут інженерів морського флоту (1969);
- Київська вища школа МВС СРСР (1989);

## Наукова діяльність
Автор понад 50 наукових праць. Найбільш важливим досягненням стали наукові дослідження з проблем насильства в сім'ї. На цю тему ним опубліковано понад 40 наукових праць у спеціалізованих журналах. Зокрема:
- Професійно-психологічна підготовка співробітників ОВС [Текст] / Одеський ін-т внутрішніх справ ; уклад. Ф. К. Думко, Г. Є. Запорожцева ; ред. Ф. К. Думко. — Одеса, 2000. — 45 с.;
- Насильство в сім'ї. Методика збору та аналізу інформації [Текст]: науково-методичний посібник / уклад. Ф. К. Думко ; Одеський ін-т внутрішніх справ. — Одеса, 1999. — 56 с.
- Підготовка курсантів до роботи з неблагополучними сім'ями [Текст] / Ф. К. Думко ; Одеський юридичний ін-т Національного ун-ту внутрішніх справ. — Одеса: Астропринт, 2002. — 167 с.

## Нагороди, відзнаки та звання
- Генерал-майор міліції;
- Кандидат педагогічних наук, доцент;
- орден «Знак пошани», медалями «За бездоганну службу» ІІІ ступеня, «100 років визволення Болгарії від османського іга», «Ветеран праці», нагрудними знаками «Відмінник міліції», «Почесний знак МВС України», Премія МВС України «За розвиток науки і техніки» І та ІІ ступенів.

У 2000 р. нагороджений дипломом Міжнародного відкритого Рейтингу популярності та якості «Золота Фортуна» із присвоєнням титулу «Лауреат Рейтингу».
Має відзнаки Одеської обласної державної адміністрації, Одеської міської ради.